# PJ Harvey
Polly Jean Harvey, más conocida como PJ Harvey, MBE (Yeovil, Somerset, Inglaterra, 9 de octubre de 1969) es una cantante, compositora, escritora y poeta inglesa. Aunque es conocida principalmente como cantante y guitarrista, a lo largo de su carrera ha mostrado una faceta multinstrumentista, destacando en el uso del saxofón, piano o el autoarpa, entre otros.
Inició su carrera artística en 1988, al unirse a la banda Automatic Dlamini como saxofonista y guitarrista. El líder de la agrupación, John Parish, a la postre se convertiría en su frecuente colaborador. En 1991 formó un trío homónimo iniciando su carrera profesional, publicando dos álbumes de estudio, Dry (1992) y Rid of Me (1993) antes de disolverse, después de lo cual Harvey seguiría sin sus compañeros de banda. Desde 1995 ha lanzado otros nueve álbumes de estudio con las colaboraciones de diversos músicos, entre ellos John Parish, su excompañero de banda Rob Ellis, Mick Harvey y Eric Drew Feldman, además de trabajar extensivamente con el productor musical Flood.
Entre los galardones que ha recibido durante su trayectoria se encuentran el Mercury Music Prize en 2001 y 2011, respectivamente por los álbumes Stories from the City, Stories from the Sea (2000) y Let England Shake (2011), siendo la única artista en recibir dicho premio en dos oportunidades; ocho nominaciones a los Brit Awards, siete a los premios Grammy y otras dos nominaciones al Mercury Prize. Rolling Stone le otorgó el premio como Mejor Artista Nuevo y Mejor Canción además del de Artista del Año en 1995, y apareciendo tres de sus discos en su lista de Los 500 mejores álbumes de todos los tiempos según Rolling Stone: Rid of Me, To Bring You My Love (1995) y Stories from the City, Stories from the Sea. En 2011, fue galardonada por su destacada contribución a la música en los Premios NME; en 2012 Let England Shake ganó el Ivor Novello al álbum del año y, en junio de 2013, recibió un MBE por su aporte a la música.
Su más reciente trabajo, The Hope Six Demolition Project, fue lanzado en abril de 2016, debutando en el puesto número uno de la Lista de álbumes del Reino Unido, siendo el primer álbum de su carrera en alcanzar la máxima posición en su país.

## Biografía
Es la segunda hija de Ray y Eva Harvey, quienes eran dueños de un negocio de canteras y se crio en la granja de su familia en Corscombe.
Durante su infancia, asistió a la escuela en la localidad cercana de Beaminster, donde recibió lecciones de guitarra del cantautor Steve Knightley; la música que escuchaban sus padres influiría posteriormente en su trabajo, en los que se incluyen estilos como el blues además de artistas como Captain Beefheart y Bob Dylan. Sus progenitores eran ávidos fanáticos de la música y regularmente organizaban reuniones y pequeños conciertos; entre sus amigos más antiguos estaba Ian Stewart.
Ya entrada en la adolescencia, comenzó a aprender saxofón y se unió a un grupo instrumental de ocho piezas, Bologne, originarios de Dorset. También fue guitarrista del dúo folk The Polekats, con quien escribió algunos de sus primeros materiales. Después de terminar la escuela, formó parte del Yeovil College y asistió a un curso de artes visuales.

## Carrera musical

### Automatic Dlamini: 1988–1991
En julio de 1988, Harvey se convirtió en miembro de Automatic Dlamini, una banda con sede en Bristol, obteniendo una importante experiencia como intérptete. Formada por John Parish en 1983, la alineación de la agrupación rotaba constantemente, incluyendo a Rob Ellis e Ian Oliver.
Harvey conoció a Parish en 1987 gracias a Jeremy Hogg, que era un amigo que poseían en común. Interpretando el saxofón, guitarras y voces de fondo, viajó constantemente durante sus primeros días como integrante, en donde se incluyeron actuaciones en Alemania Occidental, España y Polonia, para promocionar el álbum debut de la banda, The D is for Drum. Una segunda gira europea se llevó a cabo durante junio y julio de 1989. Una vez terminada, el grupo grabó Here Catch, Shouted His Father, su segundo trabajo discográfico, entre fines de 1989 y principios de 1990. Este es el único material de Automatic Dlamini con Harvey, pero nunca llegó a ser publicado, aunque se pueden encontrar ediciones no oficiales de éste.
En enero de 1991, Harvey abandonó Automatic Dlamini para formar su propia agrupación con sus excompañeros de banda Ellis y Oliver; sin embargo, había formado relaciones personales y profesionales duraderas con ciertos miembros, especialmente Parish, a quienes se ha referido como su "alma gemela musical".  Parish posteriormente colaboraría y, en ocasiones, coproduciría varios de los álbumes en solitario de Harvey, realizando giras junto a ella en varias ocasiones. Como dúo, Parish y Harvey han grabado dos álbumes colaborativos en donde Parish compuso la música y Harvey escribió las letras. Además, la novia de Parish a fines de la década de 1980 era la fotógrafa Maria Mochnacz. Ella y Harvey se convirtieron en amigas cercanas; Mochnacz filmó y diseñó la mayoría de las ilustraciones y videos musicales de los álbumes de Harvey, contribuyendo significativamente a su imagen pública.

### PJ Harvey Trio;DryyRid of Me: 1991–1993
En enero de 1991, luego de su salida de Automatic Dlamini, Harvey reclutó a sus excompañeros de banda, Rob Ellis e Ian Oliver. Tras descartar varios nombres, decidió llamar a la agrupación como «PJ Harvey Trio», lo que le permitió continuar con el proyecto como solista. El trío consistió en Harvey en voz y guitarras, Ellis en batería y coros, y Oliver en bajo. Más tarde, Oliver decidió partir para volver a reunirse con Automatic Dlamini, los que aún se encontraban activos. Posteriormente fue reemplazado por Steve Vaughan. La primera presentación de la banda fue «desastrosa», llevándose a cabo en un  un callejón en el Charmouth Village Hall, pero solo durante la primera canción se había marchado casi todo el público. Harvey relató el evento diciendo: «empezamos a tocar y supongo que había unas 50 personas en el lugar, y durante la primera canción se marcharon casi todos quedando solo dos, y una mujer, al acercarse a nosotros, me gritó "¡No te das cuenta de que a nadie le gustas! Te pagaré para que dejes de tocar"».
Durante junio de 1991, se trasladó a Londres para estudiar escultura en el Central Saint Martins College of Art & Design, sin saber que ocurriría con su carrera musical. Durante dicho período grabó junto a la banda una serie de demos que enviaron a diferentes compañías discográficas, en donde Too Pure, sello independiente, decidió ficharlos, publicando «Dress» en octubre de 1991, su primer sencillo, que formaría parte de Dry, el álbum debut de Harvey. «Dress» llamó imediatamente la atención de los medios especializados, recibendo elogios por parte de la crítica, llegando a ser elegido como la canción de la semana en Melody Maker por el crítico John Peel. A pesar de ello, Too Pure promocionó de manera deficiente el sencillo y los críticos afirman que Melody Maker tuvo más responsabilidad en el éxito del tema que Too Pure Records.

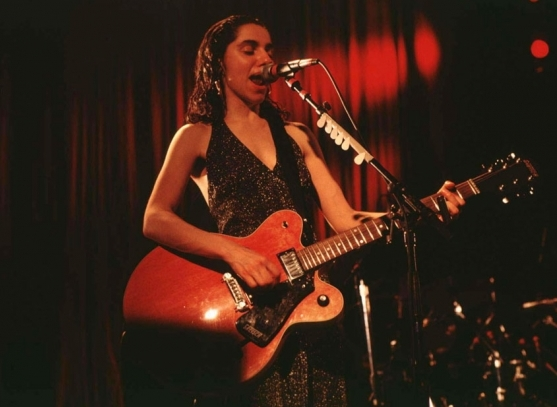
PJ Harvey en 1993

En febrero de 1992 se lanza «Sheela-Na-Gig», el segundo sencillo, siendo aclamado al igual que su predecesor. Finalmente Dry vería la luz a fines de marzo de ese año, recibiendo una considerable recepción positiva por parte de la crítica, alcanzado el puesto número 11 en el Reino Unido. Rolling Stone nombró a Harvey como «Compositor del año» y «Mejor nueva intérprete» llegando a tener una importante cobertura en el Festival de Reading durante ese año.
Tras el éxito independiente de Dry, varias discográficas multinacionales intentaron persuadir a Harvey para que se uniese a sus filas. Inicialmente se mostró reacia a aceptar la oferta de un sello importante temiendo perder el control creativo de su música, pero finalmente decidió firmar con Island Records, por lo que en diciembre de 1992, el trío viajó a Cannon Falls, Minnesota en los Estados Unidos para reunirse con el músico y productor Steve Albini, para grabar lo que sería su segundo álbum. Las sesiones con Albini fueron registradas en los Estudios Pachyderm Recording, dando como resultado Rid of Me, trabajo que sería publicado el 4 de mayo de 1993. Siendo promocionado por los sencillos «50ft Queenie» y «Man-Size», debutó en puesto número tres en el Reino Unido y fue el primer disco de Harvey en entrar en el Billboard 200 en Estados Unidos. El sonido del álbum se  caracterizó por ser más agresivo y crudo que su predecesor, ganando la aclamación universal del los críticos.
La gira de promoción se realizó durante mayo en el Reino Unido, y durante junio y el resto del verano en Estados Unidos. Sin embargo, durante la parte estadounidense de la gira, la fricción interna comenzó a formarse entre los miembros del trío. Deborah Frost, que escribió para Rolling Stone, notó «un abismo personal cada vez más grande» entre los miembros de la banda, y citó a Harvey diciendo: «Me entristece. No habría llegado hasta aquí sin ellos. Los necesitaba en aquel entonces. Pero ya no los necesito. Todos cambiamos como personas». A pesar de los inconvenientes personales del tour, las grabaciones en vivo fueron compiladas y publicadas en el álbum en vídeo Reeling with PJ Harvey (1993). Las últimas presentaciones de la banda fueron para abrir conciertos de U2 en agosto de 1993, después de lo cual el trío se separó oficialmente. En su última aparición en la televisión estadounidense en septiembre de 1993, en The Tonight Show con Jay Leno, Harvey interpretó una versión en solitario de «Rid of Me». Debido a que su segundo disco vendió sustancialmente más copias que Dry, 4-Track Demos, un álbum de demos se lanzó en octubre e inauguró su carrera sin los miembros de su banda. A principios de 1994, se anunció que el mánager de U2, Paul McGuinness, se había convertido en su representante.

### To Bring You My LoveeIs This Desire?: 1994–1999
Durante 1994 Harvey se mantuvo alejada de la escena musical; su única aparición pública fue en la ceremonia de los Brit Awards en donde realizó un dueto junto a Björk, para posteriormente comprar una casa en Yeovil, lugar en el que comenzó el proceso de creación de su nuevo trabajo, cuyas sesiones se llevaron a cabo entre septiembre y octubre de ese año. Polly reclutó a su excompañero John Parish, al multinstrumentista de Bad Seeds Mick Harvey y el baterista francés Jean-Marc Butty, (todos los cuales continuarán tocando y grabando con Harvey a lo largo de su carrera) dando por resultado To Bring You My Love, publicado a principios de 1995, el cual fue producido por Flood, diferenciándose de sus discos predecesores al incursionar en el blues rock, ampliado su estilo musical al incluir órganos y sintetizadores. Durante la gira promocional, Harvey experimentó con su imagen y personaje en el escenario.

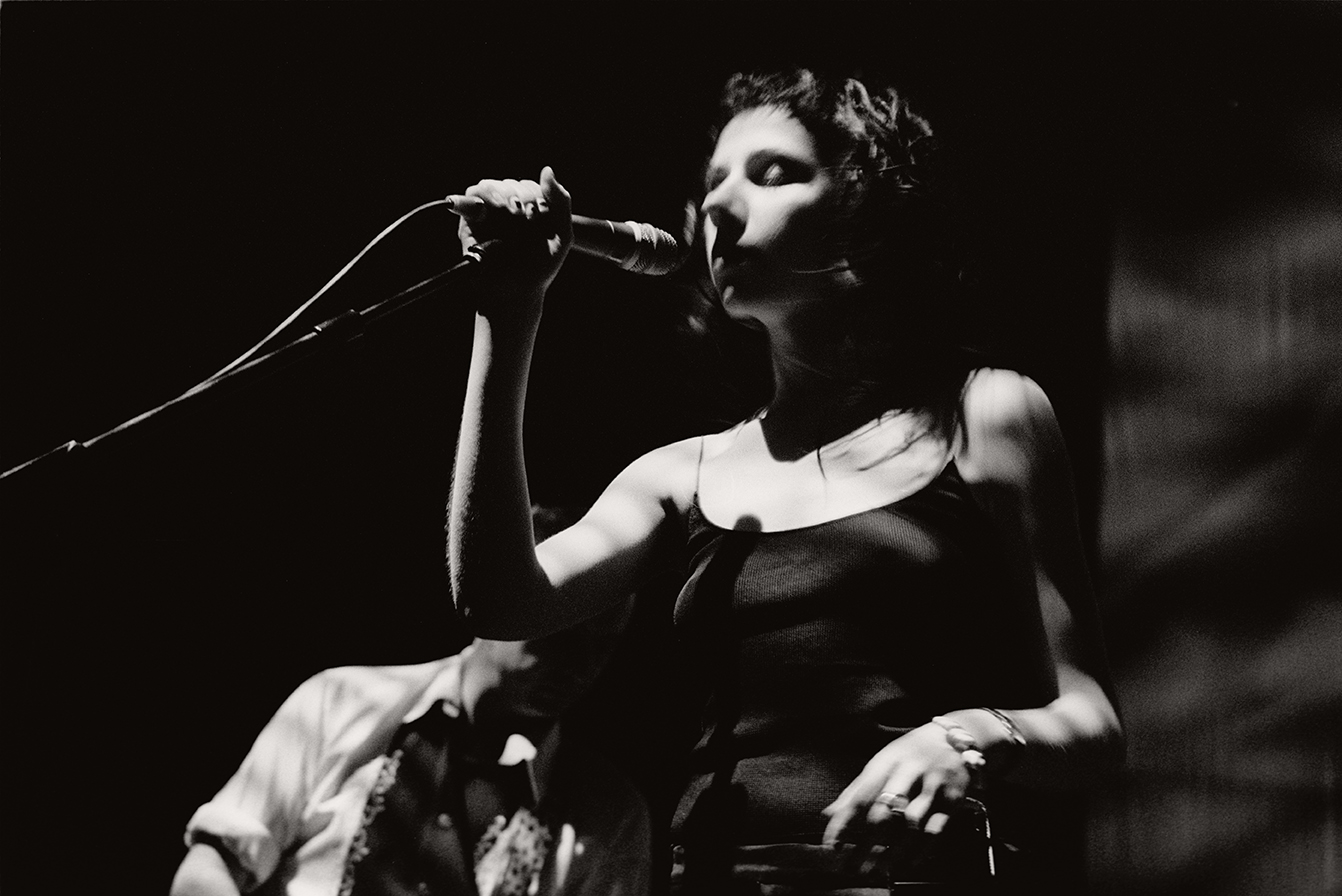
PJ Harvey durante la época de Is This Desire?

El primer sencillo, «Down by the Water», recibió una extensa difusión, convirtiéndose en uno de los más exitosos de sus carrera en los Estados Unidos, alcanzado el número dos en el Billboard Modern Rock Tracks y el 40 en Hot 100 Airplay.

 Otros tres sencillos consecutivos: «C'mon Billy», «Send His Love to Me» y «Long Snake Moan», recibieron una rotación radial moderada. El álbum vendió un millón de copias en todo el mundo, 375,000 en los Estados Unidos y recibiendo la certificación de Oro en el Reino Unido, habiendo vendido más de 100,000 copias. En Estados Unidos, fue votado como Álbum del año por The Village Voice, Rolling Stone, USA Today, People, The New York Times y Los Angeles Times. Rolling Stone también nombró a Harvey como Artista del año 1995 y Spin posicionó a To Bring You My Love en el tercer lugar de su lista de los 90 mejores álbumes de los años 90, detrás de Nevermind (1991) de Nirvana y Fear of a Black Planet (1990) de Public Enemy. El álbum también le valió dos nominaciones a los Grammy, una al Mercury Prize así como también a los MTV VMA.
En 1996, tras el éxito internacional de To Bring You My Love y otras colaboraciones, Harvey comenzó a componer el material que sería parte de su cuarto álbum de estudio. El sonido se opuso significativamente de su trabajo anterior e introdujo elementos electrónicos a sus canciones.  Durante las sesiones de grabación en 1997, el baterista original del PJ Harvey Trio, Rob Ellis, se unió a la banda de Harvey, y Flood fue contratado nuevamente como productor. Las sesiones, que continuaron en abril del año siguiente, dieron como resultado Is This Desire?, publicado el 28 de septiembre de 1998. Aunque inicialmente recibó críticas mixtas tanto por parte de los medios como de sus seguidores, el álbum fue un éxito moderado y recibió una nominación al Premio Grammy en la categoría «Mejor interpretación de música alternativa». El primer sencillo del álbum, «A Perfect Day Elise», alcanzó el puesto 25 en la Lista de sencillos del Reino Unido, el más alto de su carrera en su país.

### Stories from the City, Stories from the SeayUh Huh Her: 2000–2006
A principios de 2000, Harvey comenzó a trabajar en su nuevo álbum, Stories from the City, Stories from the Sea, junto a Rob Ellis y Mick Harvey. Escrito en su natal Dorset, París y Nueva York, el disco mostró un sonido indie rock y rock pop más accesible que sus anteriores trabajos, mientras que las letras estaban centradas en temas de amor que se vinculaban con el afecto de Harvey con la ciudad de Nueva York. El trabajo  también contó con el líder de Radiohead, Thom Yorke, en tres canciones, cantando casi totalmente «This Mess We're in». El álbum vendió más de un millón de copias, obteniendo la certificación de platino en el Reino Unido, contando con tres sencillos promocionales: «Good Fortune», «A Place Called Home» y «This Is Love».

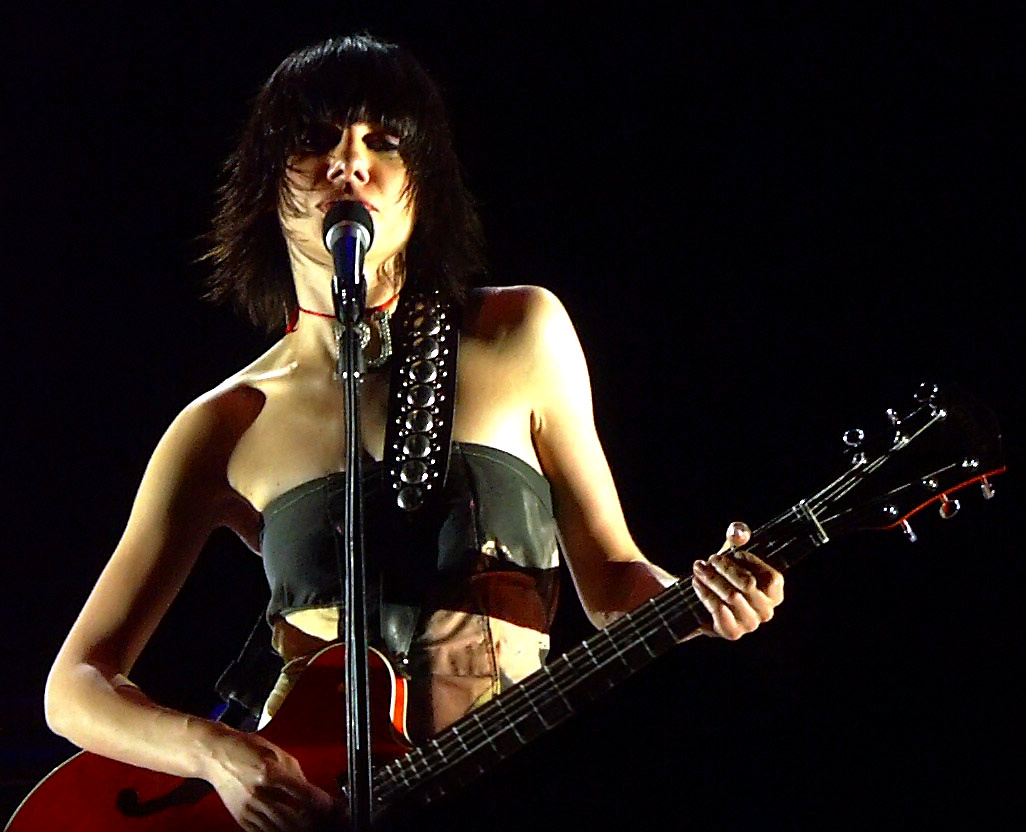
Harvey durante la gira de Uh Huh Her

El álbum recibió varios reconocimientos, incluida una nominación a los Brit Awards como Mejor artista femenina durante dos años seguidos y dos nominaciones a los Grammy en la categoría Mejor álbum de rock y Mejor interpretación vocal de rock femenina por «This Is Love». Pero su más importante logro fue haber ganado el Mercury Music Prize en 2001. La ceremonia de premiación se llevó a cabo el mismo día que los ataques terroristas en los Estados Unidos, en donde Harvey estaba de gira en Washington D. C., una de las ciudades afectadas. El mismo año, la artista encabezó un listado de la revista Q de las 100 mujeres más importantes del rock.
Durante tres años de diversas colaboraciones con otros artistas, Harvey también estuvo preparando su sexto álbum de estudio, Uh Huh Her, lanzado en mayo de 2004. Por primera vez desde 4-Track Demos (1993), Harvey tocó todos los instrumentos, con la excepción de la batería, interpretada por Rob Ellis, siendo producido en su totalidad por ella.. Rrecibió «críticas generalmente favorables», aunque no logró los elogios de su predecesor. A pesar de ello logró un buen desempeño comercial, debutando en el puesto número 12 en el Reino Unido y en el número 29 del Billboard 200, el más alto de su carrera en Norteamérica.
La gira de promoción de Uh Huh Her duró siete meses, presentándose en festivales como Glastonbury y Eurockéennes y abriendo algunos recitales de Morrisey. Las grabaciones de la gira terminarían formando parte del álbum en vídeo On Tour: Please Leave Quietly, publicado en formato DVD en mayo de 2006.

### White ChalkyLet England Shake: 2007–2013
Durante lo que fue su primera actuación luego de la gira de Uh Huh Her, realizada en mayo de 2006, Harvey reveló que su próximo álbum se basaría casi exclusivamente en el piano. Luego del lanzamiento de The Peel Sessions 1991-2004, una compilación  de canciones grabadas de 1991 a 2004 en sesiones de 
radio con John Peel, comenzó a grabar su séptimo álbum de estudio, White Chalk, en noviembre, junto a Flood, John Parish y Eric Drew Feldman en un estudio en el oeste de Londres. Publicado en septiembre de 2007, White Chalk marcó un alejamiento radical del su estilo de rock alternativo, ya
que el disco está conformado de baladas para piano, tocando temas como el aborto o la muerte. Tres sencillos fueron publicados: «When Under Ether», «The Piano» y «The Devil». Durante la gira, Harvey prescindió de una banda de acompañamiento, y también comenzó a utilizar el autoarpa, que sigue siendo su instrumento principal después de la guitarra y que ha influido en su trabajo musical luego de White Chalk.

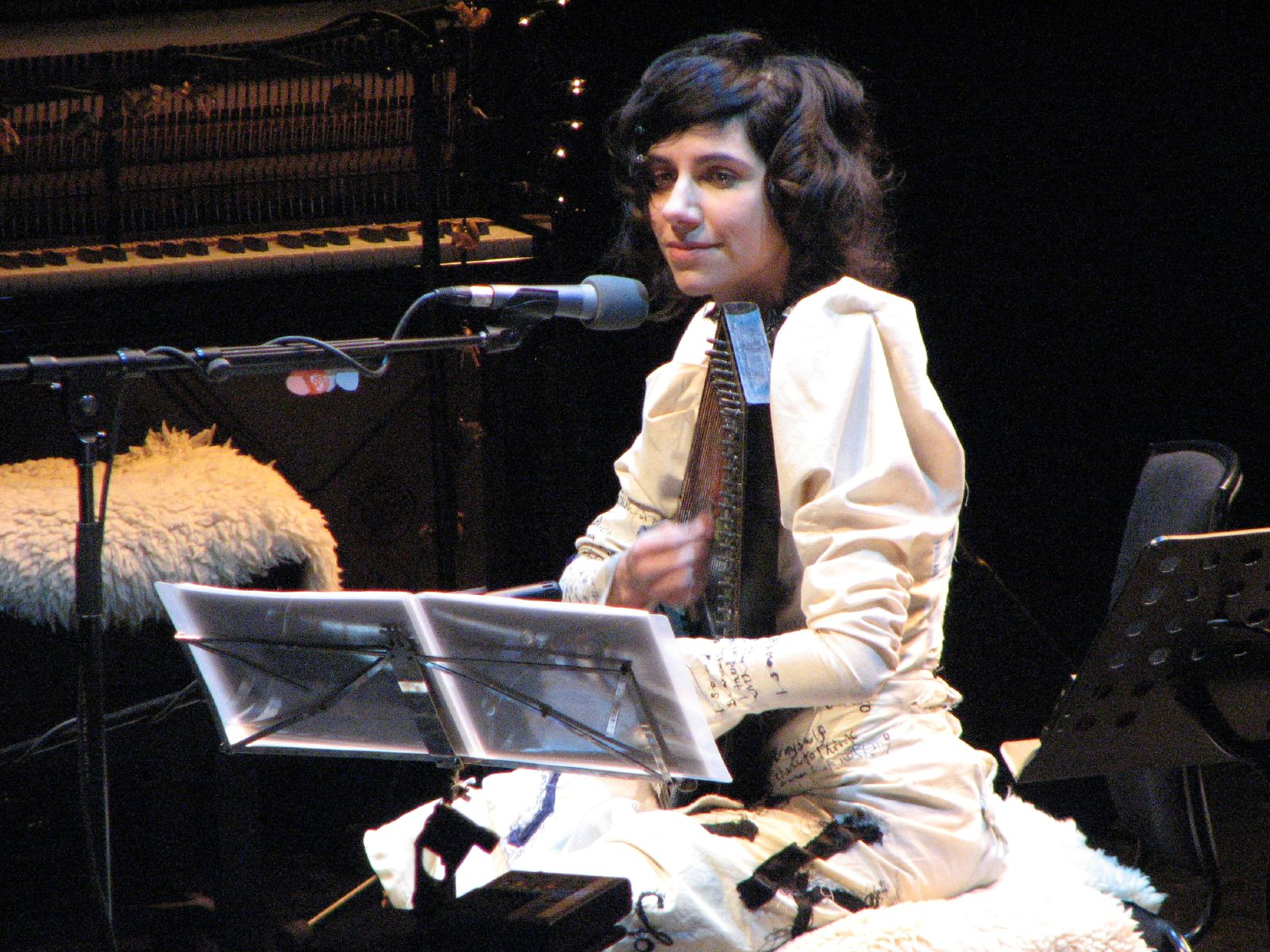
Harvey durante la gira de White Chalk en 2007

En abril de 2010, Harvey apareció en The Andrew Marr Show para interpretar una nueva canción titulada «Let England Shake». En una entrevista previa a la actuación con Marr, comentó que el nuevo material que había escrito «se había formado a partir del paisaje en el que crecí y la historia de esta nación» y de «como el ser humano es afectado por la política». Su octavo álbum de estudio, Let England Shake, vio la luz en febrero de 2011, debutando en el puesto número ocho en el Reino Unido, siendo su primer top diez en 18 años en su país desde que alcanzara la posición número tres con Rid of Me en 1993. Grabado en una iglesia del siglo XIX en Dorset, es considerado uno de sus álbumes más políticos; las letras ahondan en diversos temas de la historia de Inglaterra, como la Primera Guerra Mundial o el Imperialismo y la guerra de Afganistán. La música fue interpretada por Harvey, John Parish, Mick Harvey y Jean-Marc ButtyTras, quienes además se unieron a la extensa gira de promoción como banda de acompañamiento. Recibiendo la aclamación universal por parte de la crítica, fueron lanzados los sencillos «The Words That Maketh Murder» y «The Glorious Land», y la colección de cortometrajes de Seamus Murphy para acompañar el álbum. Posteriormente, Harvey ganó su segundo Mercury Music Prize el 6 de septiembre. El galardón la convirtió en la primera artista en recibir el premio dos veces, ingresando en el libro de Récord Guiness como la única intérprete en alcanzar tal logro. Posterior a la ceremonia de premiación,  ventas de Let England Shake aumentaron un 1,190%. El 23 de septiembre obtuvo la certificación de oro en el Reino Unido y al finalizar 2011 fue escogido como el álbum del año por más de 11 medios especializados, entre ellos The Guardian, Hot Press o Los Angeles Times, entre otros.
El 3 de agosto de 2013, Harvey lanzó una canción, «Shaker Aamer», en apoyo del detenido del campo de detención de la Bahía de Guantánamo llamado del  mismo nombre, quien fue el último ciudadano británico en permanecer en ese lugar. La canción describe en detalle lo que Aamer soportó durante su huelga de hambre de cuatro meses.

### The Hope Six Demolition Project: 2015–presente

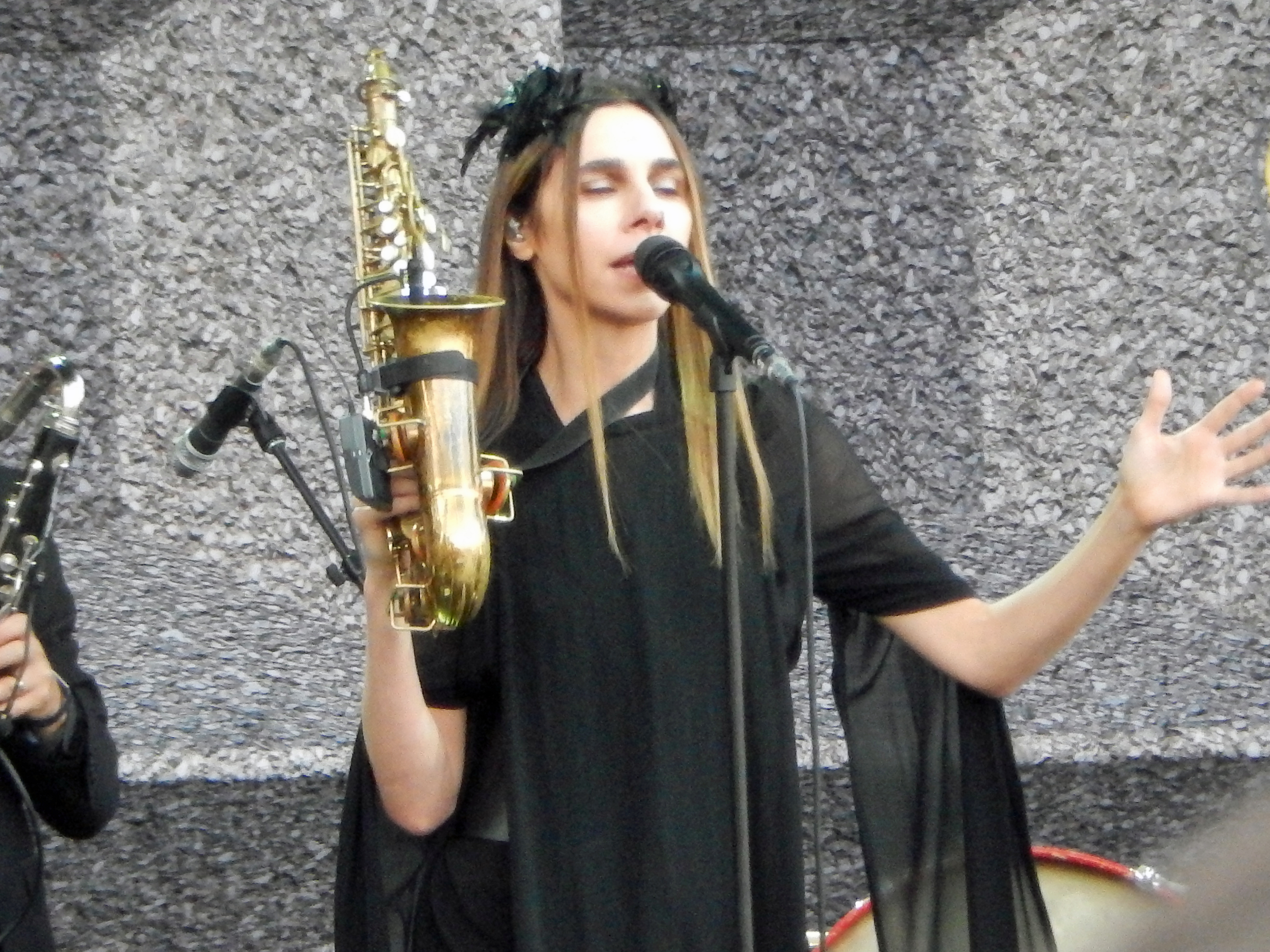
Harvey en una presentación en Chicago durante 2017

El 16 de enero de 2015, Harvey comenzó con la grabación de su noveno álbum en un estudio de grabación en Somerset House, Londres, concluyendo el 14 de febrero. Las sesiones fueron abiertas a todo público, quienes podían observar a Harvey por un espejo de vigilancia, mientras que la artista no podía verlos. Se confirmó a Flood y John Parish como productores. El 18 de diciembre de 2015, Harvey lanzó un teaser de 20 segundos para el álbum, en el cual se mostraba que la fecha de lanzamiento se produciría en los meses posteriores.
El 21 de enero de 2016, el primer sencillo, «The Wheel», y el nombre del álbum, The Hope Six Demolition Project, fueron anunciados en el programa de Steve Lamacq en BBC Radio 6 Music. «The Community of Hope», el segundo sencillo, apareció el 10 de marzo, el cual, debido a su temática, causó polémica entre diversos políticos de Washington D. C. Finalmente el álbum fue publicado el 15 de abril de 2016, debutando en la posición número uno de la Lista de álbumes del Reino Unido, siendo el primer trabajo de su carrera en alcanzar el primer lugar en su país, y recibió una nominación a los premios Grammy en la categoría de «Mejor álbum de música alternativa». Un nuevo video, «The Orange Monkey», se compartió el 2 de junio de 2016. Dirigido por el cineasta irlandés Seamus Murphy, se realizó a partir de imágenes de los viajes de Murphy y Harvey a Afganistán.
Harvey pasó gran parte del 2016 y 2017 recorriendo el mundo con su banda de nueve integrantes, llevando su show en vivo por Norteamérica, Sudamérica, Europa y Australasia.
Durante diciembre de 2018 Harvey anunció que estrenaría A Dog Called Money, un documental dirigido nuevamente por Seamus Murphy, en el que se mostrará el concepto de The Hope Six Demolition Project. En el film se darán a conocer imágenes de la grabación del álbum, junto con los viajes de Harvey por Afganistán, Kosovo y Washington D.C, que inspiraron la creación de éste.

### Colaboraciones y otros proyectos musicales

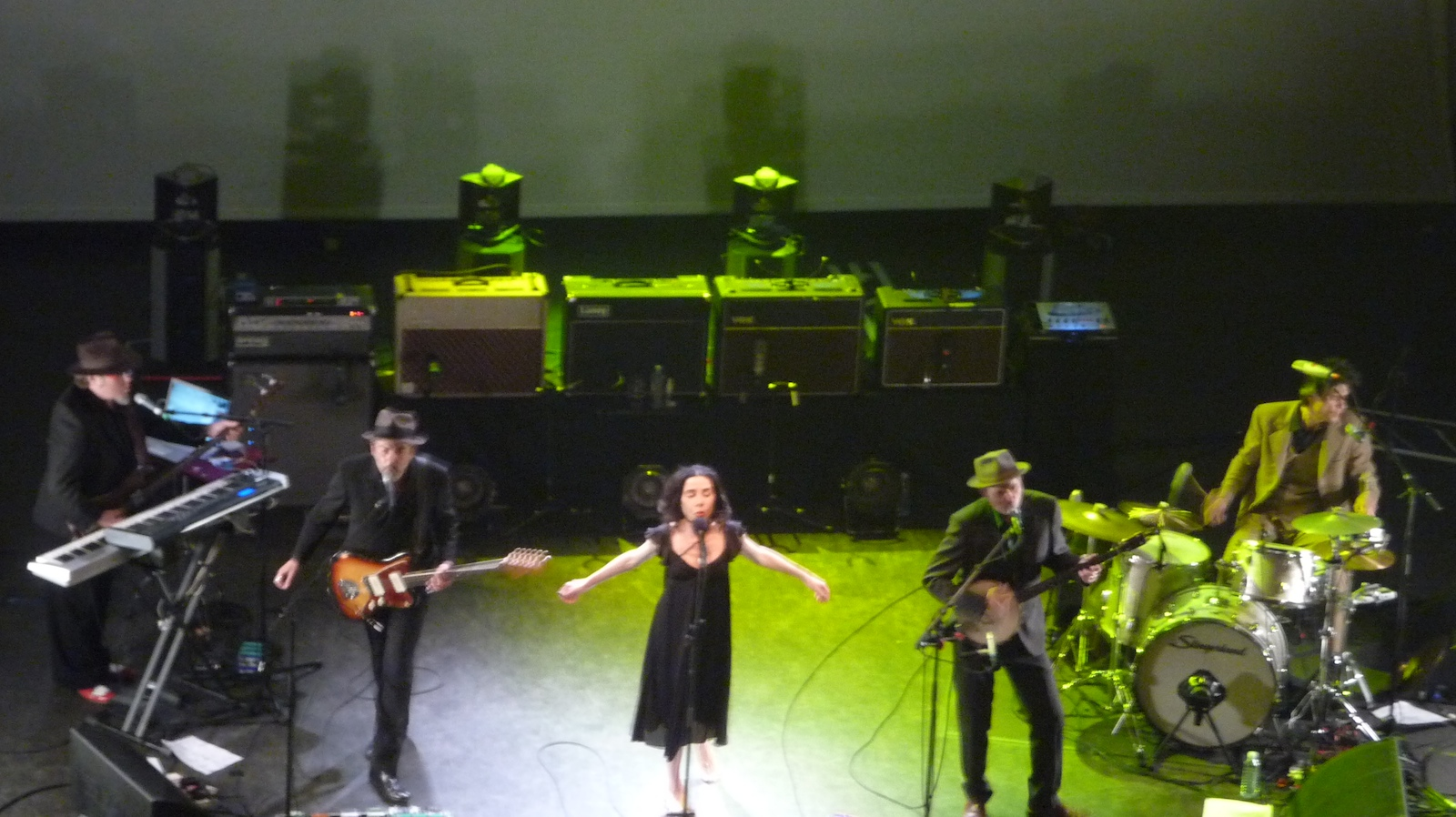
John Parish y Harvey durante una presentación en 2009.

A lo largo de su carrera, Harvey ha colaborado con varios artistas. En 1995 hizo un dueto junto a Nick Cave, grabando las canciones «Henry Lee» y una versión de «Death is Not the End» de Bob Dylan, ambas apareciendo en el álbum Murder Ballads de Nick Cave and the Bad Seeds. Ese mismo año cantó el tema «Who Will Love Me Now», en la película de Philip Ridley The Passion of Darkly Noon. En 1998, antes de la publicación de Is This Desire? apareció en el álbum de Tricky, Angels with Dirty Faces, siendo la voz principal en «Broken Homes», además de contribuir en el disco de Sparklehorse, It's a Wonderful Life (2001), tocando la guitarra y el piano e interpretando las voces de acompañamiento en dos canciones, «Eyepennies» y «Piano Fire». Tras finalizar la gira de Stories from the City, Stories from the Sea, aportó con su voz en ocho canciones de los EP Volume 9: I See You Hearin Me y Volume 10: I Heart Disco del proyecto paralelo de Josh Homme, The Desert Sessions, apareciendo en el vídeo de «Crawl Home». A lo largo de 2004, Harvey produjo el álbum Funny Cry Happy Gift de Tiffany Anders, y también produjo, interpretó y escribió cinco canciones para el álbum Before the Poison de Marianne Faithfull, prestando voces de fondo en «Hit the City», «Methamphetamine Blues» y «Come to Me» en el álbum Bubblegum de Mark Lanegan. También contribuyó con «Slow-Motion Movie-Star», una canción descartada de Stories from the City, Stories from the Sea, al cuarto álbum de estudio de Mick Harvey, Two of Diamonds, lanzado en 2007. En 2017 apareció en «The Camp», un sencillo de caridad del artista egipcio Ramy Essam, lanzado en junio de 2017, con el fin de beneficiar a los niños desplazados en el valle libanés de Bekaa que huyen de la guerra civil siria.
También ha grabado dos álbumes de estudio junto a John Parish, amigo y frecuente colaborador de la artista; el primero de ellos, Dance Hall at Louse Point, publicado en 1996, fue escrito en conjunto por ambos músicos, exceptuando la canción «Is That All There Is?», creada por Jerry Leiber y Mike Stoller. En 1998, interpretó la voz principal en «Airplane Blues», como banda sonora de la exposición de arte Wingwalkers de Rebecca Goddard y la esposa de Parish, Michelle Henning, que se lanzó como la canción final del segundo álbum en solitario de Parish, How Animals Move en 2002. En marzo de 2009 fue lanzado el segundo álbum grabado junto a Parish, A Woman a Man Walked By, obteniendo un éxito moderado, alcanzó el puesto 25 en el Reino Unido, que fue promocionado por el sencillo «Black Hearted Love». Durante 2018 volvieron a colaborar juntos, estrenando la canción «Sorry for Your Loss», perteneciente al álbum de Parish Big Dog Dante.
Harvey también se ha embarcado en otros proyectos como compositora; en enero de 2009, se inauguró en Broadway una nueva puesta en escena, Hedda Gabler de Henrik Ibsen. Dirigida por Ian Rickson y protagonizada por Mary-Louise Parker, la obra contó con una partitura original de música incidental escrita por Harvey. En noviembre de 2011, formó parte de la partitura de la producción de Young Vic de Hamlet en Londres. En mayo de 2012, creó dos canciones, «Horse» y «Bobby Don't Steal», para la película de Mark Cousins, What is This Film Called Love?
Durante 2018 y 2019 participó en varias bandas sonoras: a principios de ese año contribuyó junto al compositor Harry Escott para la película Dark River, (dirigida por Clio Barnard), en el tema «An Acre of Land»; a finales de ese año se dio a conocer que Harvey compondría la música de la adaptación teatral de la película All About Eve (1959), obra que sería protagonizada por Gillian Anderson y Lily James, viendo la luz dos canciones a principios de 2019: «The Moth» (junto a Lily James) y «Descending». Durante 2019 Harvey también compuso la banda sonora de los cuatro episodios serie británica The Virtues, publicando la canción «The Crowded Cell» durante el mes de mayo.

## Estilo musical e influencias
Harvey posee un amplio rango vocal de contralto. La artista ha dicho que no le gusta repetir su estilo musical, es por ello que en cada álbum ha resultado con un sonido muy diferente entre sí. Aunque su género musical ha sido descrito como rock alternativo, punk blues, avant-rock o art rock, ha experimentado con la música electrónica, indie rock, blues rock, rock pop, o lo-fi entre otros. Uno de sus primeros cambios radicales vino con la publicación de Is This Desire?, al incursionar con el rock electrónico y el trip hop. Otro ejemplo fue en 2007 con White Chalk, trabajo creado casi exclusivamente a base de un piano como instrumento principal. Sus dos últimos trabajos, Let England Shake y The Hope Six Demolition Project se asemejan entre sí al predominar el folk rock.
También ha cambiado su apariencia física para cada uno de sus trabajos discográficos, modificando su peinado o manera de vestir, creando una estética única que se extiende a todos los aspectos del álbum, desde la carátula hasta las presentaciones en vivo. A lo largo de su carrera ha trabajado estrechamente con su amiga, la fotógrafa Maria Mochnacz, para así desarrollar el estilo visual de cada disco. Como ejemplo, durante la época de To Bring You My Love  comenzó a experimentar con su imagen, adoptado un aspecto teatral en sus actuaciones en directo. Su antiguo estilo, que consistía en simples leggings negros, suéteres de cuello alto y botas Doc Martens, fue reemplazado por vestidos de gala, monos, pelucas y maquillaje excesivo.
A una edad temprana, sus padres la introdujeron a la música blues, jazz y art rock, lo que, según dijo a Rolling Stone en 1995, más tarde la influenciaría: «Crecí escuchando a John Lee Hooker, Howlin 'Wolf, Robert Johnson y bastante a Jimi Hendrix y Captain Beefheart. Fui expuesta a todos estos músicos muy compasivos desde muy temprana edad, y eso siempre permanece en mí y parece aflorar más a medida que envejezco. Creo que el camino que nos forjamos a medida que envejecemos es el resultado de lo que sabíamos cuando éramos niños». En su época de adolescencia, comenzó a escuchar bandas de new wave y synthpop como Soft Cell, Duran Duran y Spandau Ballet, posteriormente declarando que fue una etapa en la que estaba «rebelándose un poco en contra la colección de discos de mis padres». En sus últimos años de aquella etapa, se convirtió en una fanática de bandas de rock indie estadounidenses, entre ellas Pixies, Television y Slint. Pese a que muchos críticos la han comparado con Patti Smith, Harvey ha rechazado dichas afirmaciones calificándolas de «periodismo de vagos»; sin embargo, recientemente ha alabado a Smith por sus presentaciones en directo al igual que a Siouxsie Sioux. En algunas ocasiones también ha sido comparada con Nirvana, Elvis Costello y The Beatles. Durante la década de 1990, los medios especializados la relacionaron musicalmente con Björk y Tori Amos, llamándolas «el trío definitivo de la música alternativa».
También se ha inspirado en la música popular rusa, el compositor de la banda sonora italiana Ennio Morricone, compositores clásicos como Arvo Pärt, Samuel Barber, Henryk Górecki y Neil Young. Como letrista, Harvey ha citado a numerosos poetas y autores como influencias en su trabajo, incluyendo a Harold Pinter, T. S. Eliot, William Butler Yeats, James Joyce, Ted Hughes y contemporáneos como Shane MacGowan y Jez Butterworth.
Artistas como Courtney Love, Patti Smith, Nick Cave, Anthony Kiedis, Thom Yorke, Beck, Jehnny Beth y los fallecidos Kurt Cobain, Scott Weiland y el ya mencionado Captain Beefheart han demostrado admiración por Harvey, cuya música se ha visto reflejada en muchos intérpretes y bandas alternativas o del creciente género indie, como la banda estadounidense The Secret Things o la chilena Camila Moreno, la que en varias ocasiones la ha mencionado como una influencia directa. En una entrevista para The Interface, el grupo estadounidense Uh Huh Her, compuesto por Camila Grey y Leisha Hailey, ha declarado que el nombre de la banda está relacionado directamente con el disco de Harvey del mismo nombre, editado en 2004. Otro de los álbumes de Harvey, To Bring You My Love, inspiró a Scott Weiland para probar como solista fuera de Stone Temple Pilots en su álbum debut 12 Bar Blues.

## Proyectos alternos
Aparte de su carrera musical, Harvey es también una artista y actriz ocasional. En 1998 apareció en la película de Hal Hartley, El libro de la vida, interpretando a Magdalena, un personaje moderno basado en la personalidad bíblica de María Magdalena, además realizó un cameo como una  Conejita de Playboy en A Bunny Girl's Tale, un cortometraje dirigido por Sarah Miles, en donde además cantó «Nina in Ecstasy», un lado-B de Is This Desire? (1998). También colaboró con Miles en otra película, Amaeru Fallout 1972, interpretando una versión de «When Will I See You Again» de Thomas Anders.
Harvey también es una reconocida escultora; ha exhibido varias piezas en la Galería Lamont y en el Centro de Artes de Bridport. En 2010, fue invitada a ser diseñadora para el número de verano de la revista literaria Zoetrope: All-Story de Francis Ford Coppola. Se presentaron pinturas y dibujos de Harvey junto a historias cortas de Woody Allen. Hablando de sus contribuciones artísticas a la revista en 2011, Harvey mencionó que fue la primera oportunidad en la que tuvo la oportunidad de mostrar dicho trabajo, los que fueron creados mientras escribía y grababa Let England Shake.
En diciembre de 2013 hizo su debut como lectora de poesía en la Biblioteca Británica. El 2 de enero de 2014, Harvey editó dicha presentación para el programa Today de la BBC Radio 4.
En octubre de 2015, PJ Harvey publicó su primera colección de poesía, una colaboración con el fotógrafo Seamus Murphy, titulada The Hollow of The Hand. Para la creación del libro, Harvey y Seamus Murphy hicieron varios viajes a Kosovo, Afganistán y Washington D. C. Murphy había trabajado anteriormente con PJ Harvey para crear 12 cortometrajes para Let England Shake.

## Vida personal
A principios de la década de 1990, Harvey estuvo involucrada sentimentalmente con el baterista y fotógrafo Joe Dilworth. De 1996 a 1997, luego de sus colaboraciones musicales, mantuvo una relación con Nick Cave, y su posterior ruptura influyó en el siguiente álbum de estudio de Cave, The Boatman's Call (1997), en donde las canciones «Into My Arms», «West Country Girl» y «Black Hair» fueron escritas específicamente sobre ella. Pese a que el romance con Cave fue especulado por la prensa, solo vio la luz pública una vez finalizado.
Harvey tiene un hermano mayor, Saul, y cuatro sobrinos por medio de él. En 1995, declaró que le encantaría tener hijos, diciendo: «No lo consideraría a menos que estuviera casada. Tendría que encontrarme con alguien con quien quisiera pasar el resto de mi vida. Sería la única persona que podría ser el padre de mis hijos. Quizá nunca suceda. Obviamente lo veo de una manera muy racional, pero me encantaría tener hijos».
En sus primeros álbumes, sus letras hablan tanto de figuras bíblicas como a la masturbación o a actos de extrema violencia, a pesar de eso, en reiteradas oportunidades ha negado que el contenido de sus letras sean autobiográficos; algunas de sus palabras para la revista Time en 1998 fueron: «el mito de los artistas torturados es desenfrenado. La gente me pinta como una especie de demonio del infierno que practica la magia negra, que tengo que ser retorcida y oscura para hacerlo». Más tarde, mencionó para Spin: «Algunos críticos han tomado las letras de mis canciones tan literalmente que escuchan 'Down by the Water' y creen de hecho, que he dado a luz a una niña y la he ahogado». También ha mencionado que no le gustan las entrevistas por considerarlas «un atentado contra la intimidad».
En 2013, por sus contribuciones a la música, fue nombrada miembro de la Orden del Imperio Británico (MBE) por la reina Isabel II.

## Discografía
- Dry (1992)
- Rid of Me (1993)
- To Bring You My Love (1995)
- Dance Hall at Louse Point (1996)
- Is This Desire? (1998)
- Stories from the City, Stories from the Sea (2000)
- Uh Huh Her (2004)
- White Chalk (2007)
- A Woman a Man Walked By (2009)
- Let England Shake (2011)
- The Hope Six Demolition Project (2016)
- I Inside the Old Year Dying (2023)